# オールド・スパニッシュ・ポインター
オールド・スパニッシュ・ポインター（英：Old Spanish Pointer）は、スペイン（バスク地方）原産のポインター犬種のひとつである。別名はナヴァロ・ポインター（英：Navaro Pointer）、ブラッコ・ナヴァロ（英：Bracco Navaro）。

## 歴史
1644年に執筆された本にも既に犬種としてその名が記されている、かなり古い犬種である。力強い犬種を目指し、ラージ・スパニッシュ・ハウンド　（サブエソ・エスパニョール）やブラッコ系犬種などを交配させて作出された。
もともとはセントハント（嗅覚猟）に使われ、動物のにおいを追跡・発見し、自らしとめていた。本種は特異な珍しい特徴を持ち、嗅覚が非常に優れていると考えられていたため、広く用いられていた。もともとセントハウンドではあったが、のちに直系の子孫であるスパニッシュ・ポインターがポインターとして優秀な働きをすることができると判明すると、本種もポインターとして用いられるようになった。
しかし、現在は子孫の人気に押されて頭数が減少し、絶滅の危機に陥っている。だが、幸いにも愛好家は多く、手厚く保護されているため、頭数は少ないが絶滅を何とか回避している。愛好家はバスクのナバラ地方に多く、そこでは人気が高い。ほとんどがその地で飼育され、実用犬としてだけでなく、ペットやショードッグとしても飼育が行われている。

## 特徴
本種の一番の特徴は、鼻が二つに分かれているダブルノーズを持っている点である。鼻の中心に割れ目があり、それによって鼻が二つに分かれている。鼻が多い分、嗅覚は他の犬種に比べて優れているという言い伝えがあるが、未だにこのことが本当なのかといった科学的な証明は行われていない。ちなみに、ダブルノーズを持つ犬種はアンデス山脈のダブルノーズド・アンディアン・タイガー・ハウンドやトルコのターキッシュ・ポインターなどがあり、稀にダブルノーズの個体が現れるものはジャーマン・ショートヘアード・ポインターやドーベルマンなどがいるが、ダブルノーズを持つ犬種は極めて珍しい。
ポインターではなくセントハウンドに近い体型をしていて、筋肉質でがっしりした体つきをしている。脚は長いが、走るのはどちらかというと早くはない。然し、非常に多いスタミナと集中力の強さ、力強さがそれをカバーしている。頭部は大きめで、顔つきは古風である。耳は垂れ耳、尾は垂れ尾だが、半分ほどの長さに断尾されることがある。コートは通常スムースコートだが、ロングコートタイプの犬も存在する。毛色はブラウンローン・アンド・ブラウンなどで、目の上やマズル、胸部や腹部、足先や尾先などにはタンとホワイトのマーキングが入る。大型犬サイズで、性格は忠実で従順、勇敢で熱意にあふれている。状況判断力が優れ、子孫と同じく子供や他の犬とも仲良くすることができる。運動量は非常に多く、物のにおいを追跡したり、獲物を捕らえることが大好きである。かかりやすい病気は股関節形成不全や鼻癌などがある。